# Venturia femorata
Venturia femorata là một loài tò vò trong họ Ichneumonidae.